# Smugglad
Smugglad är en svensk dokumentärserie med premiär på SVT Play och SVT den 30 april 2023. Första säsongen består av 4 avsnitt. Jonas Magnusson har producerat serien.

## Handling
Serien utspelar sig vintern 1993 och kretsar kring den flyktingsmuggling som innebar att 391 flyktingar, många från Irak, fördes i en fiskebåt från Riga, Lettaland till Slite på Gotland. En resa som i hårt väder tog över en vecka. Serien berättar historien om "den största landsättningen av flyktingar i Sverige i modern tid". Vilka var flyktingarna och hur hamnade de där, och vad har hänt med dem sedan? Vem planerade allt?

## Utmärkelser
- 2024 – UNHCR:s Refugee awareness award[4]